# Stationsrestauratie

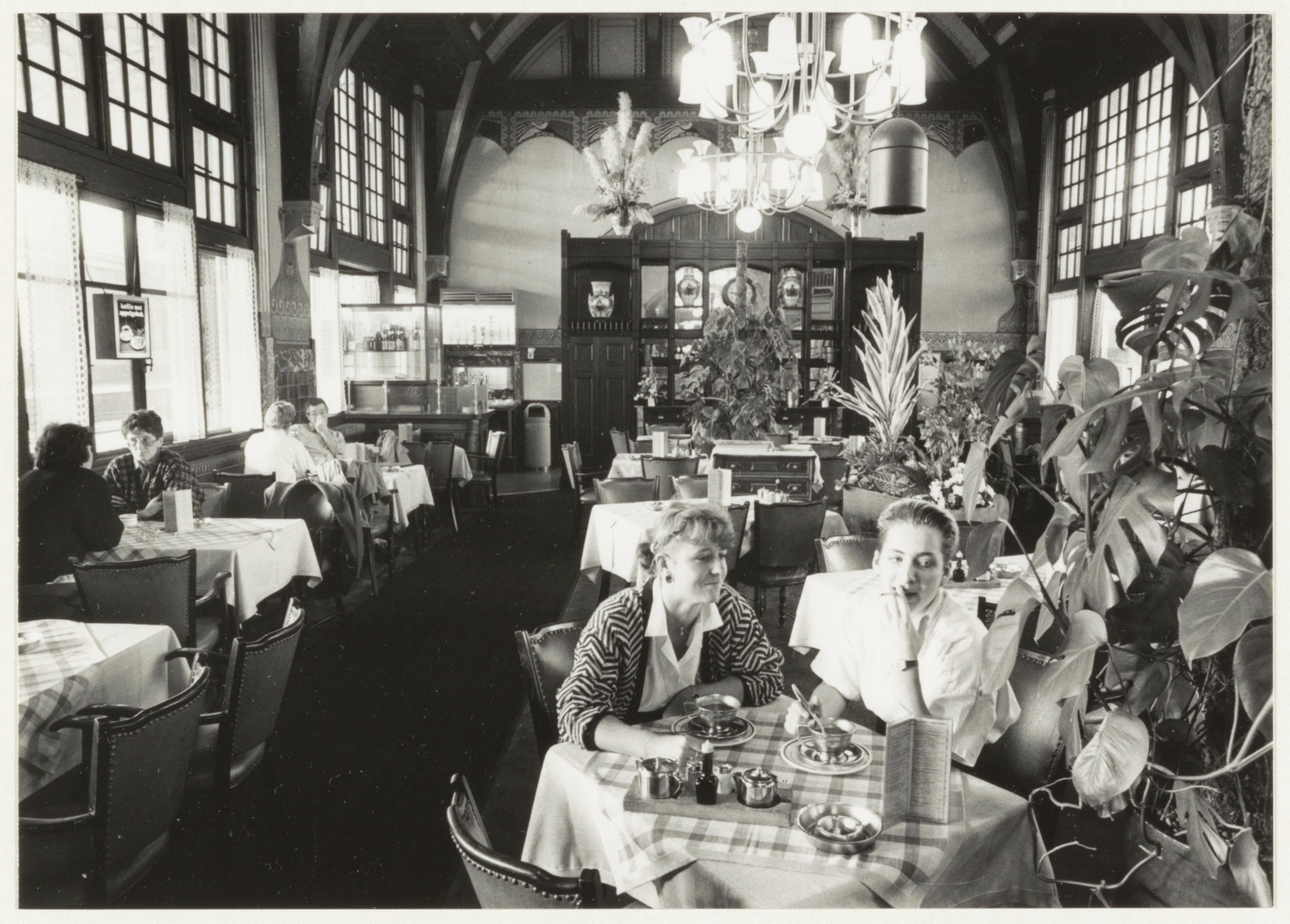
De stationsrestauratie van Haarlem in 1987

De stationsrestauratie of het stationsbuffet (Belgisch-Nederlands) is een plek op een station waar maaltijden genuttigd kunnen worden.
Vroeger hadden stationsrestauraties een functie om de tijd bij het overstappen te verdrijven. Doordat treinen weinig frequent en onregelmatig reden, kon het voorkomen dat er uren op een aansluitende trein moest worden gewacht. 

## Nederland
In Nederland verdwijnen de stationsrestauraties geleidelijk. De resterende restauraties dragen de formulenaam Brasserie Het Station. Deze worden geëxploiteerd door NS Stations Retailbedrijf, dat ook de andere winkels op stations beheert. NS Stations wil de vestigingen van Brasserie Het Station ombouwen tot andere formules zoals Burger King.

## Afbeeldingen

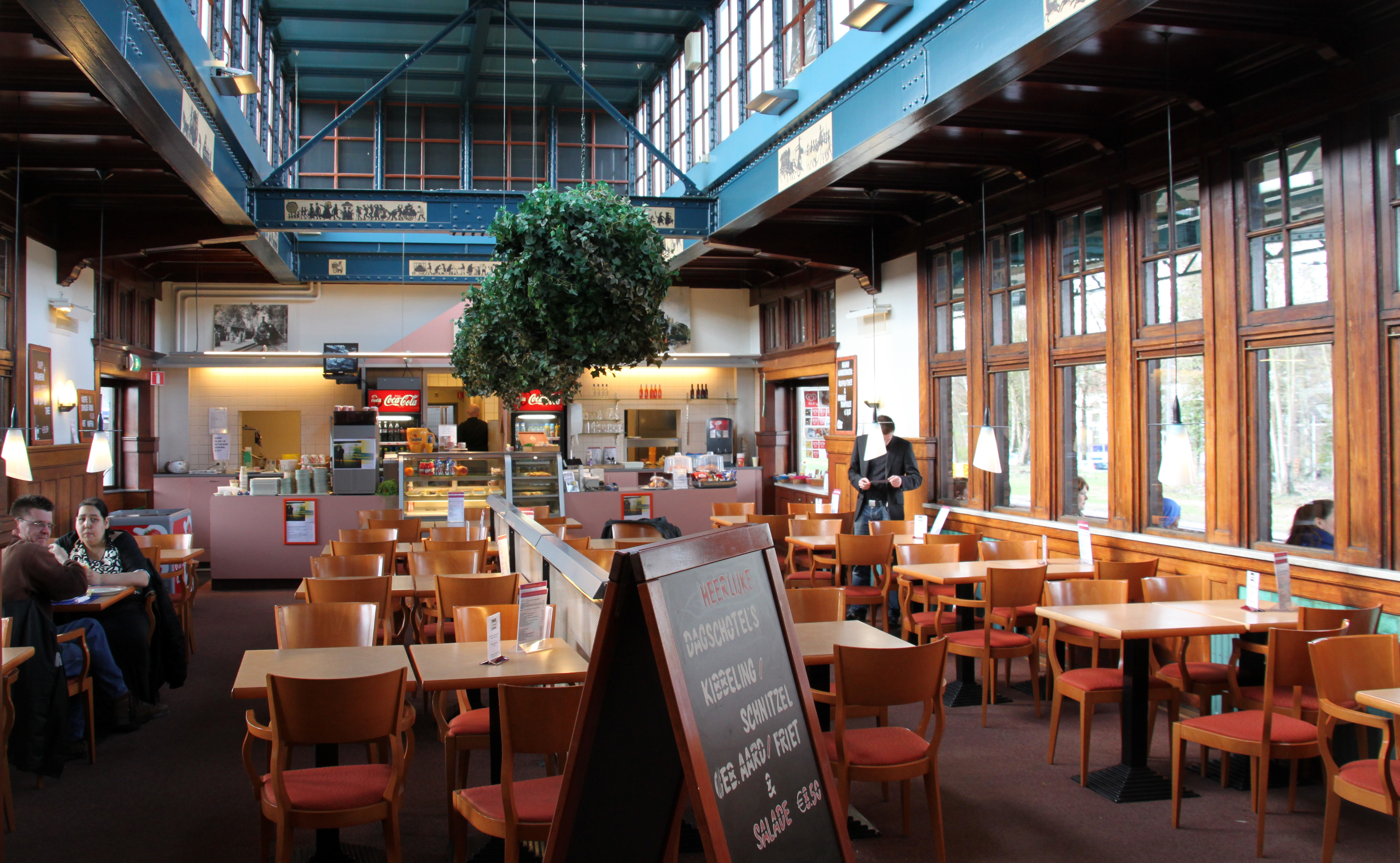
Stationsrestauratie van Deventer
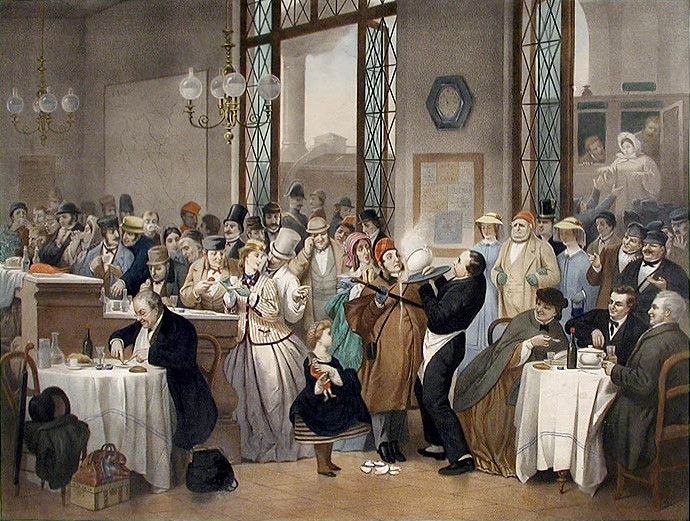
Stationsrestauratie in Frankrijk halverwege de 19e eeuw, door Gustave Droz
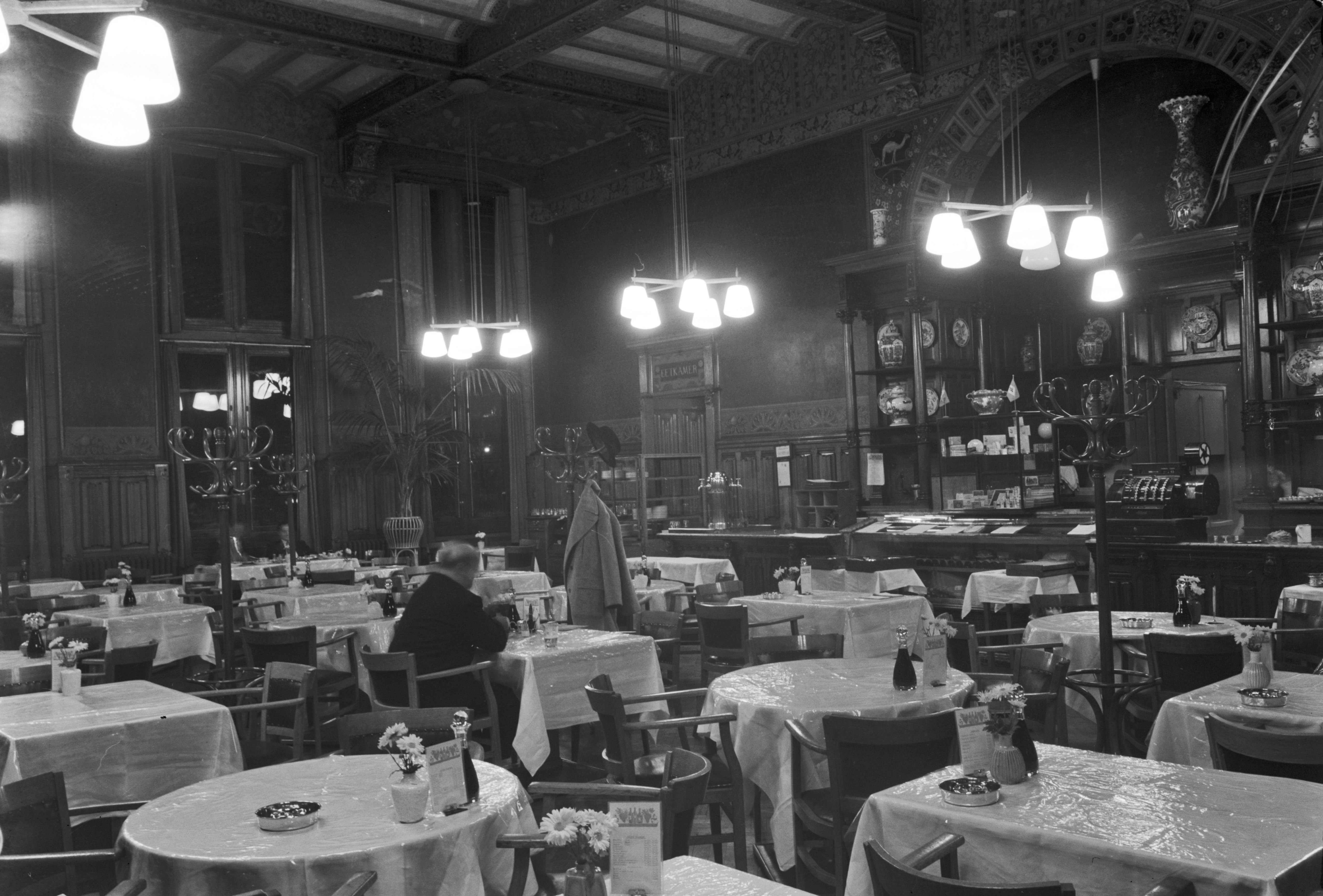
Restauratie Amsterdam CS, 1941
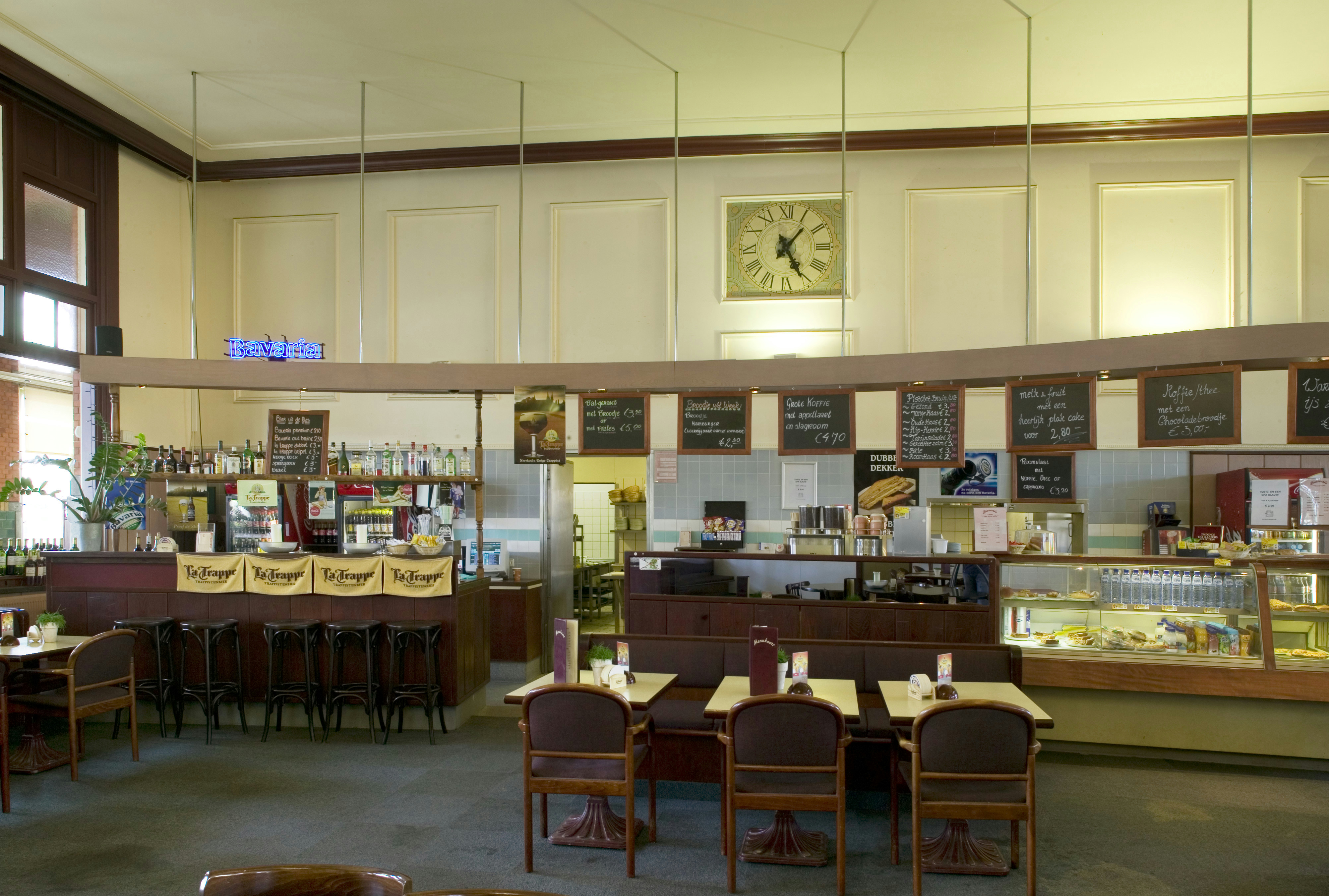
Stationsrestauratie Roosendaal, 2006
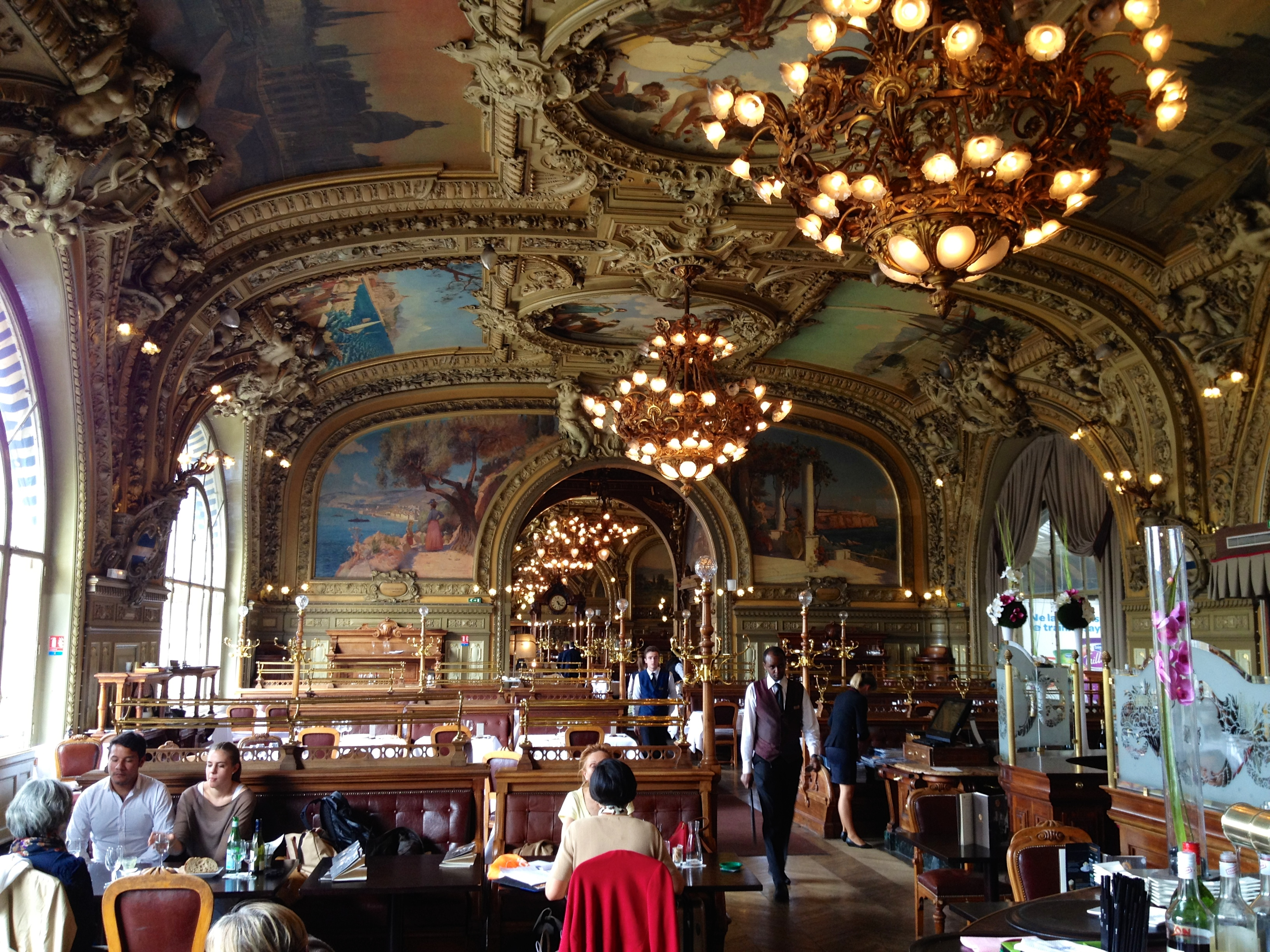
Stationsrestauratie Le Train Bleu in het Gare de Lyon, Parijs